# Манчини, Ханна
Ха́нна Манчи́ни (англ. Hannah Mancini) — американская певица и автор песен, представительница Словении на конкурсе песни «Евровидение-2013».

## Биография
Родилась в США (Северная Калифорния), после со своей семьей переехала в Колорадо, затем в Лос-Анджелес. Спустя несколько лет вышла замуж за Грегори, который является гражданином Словении. Вскоре пара переехала в Словению. Ханна решила выступать теперь в Европе, и в своей родной стране. Ранее она выступала на различных мировых сценах (включая США). Принимала участие в национальном отборе песни на конкурс песни «Евровидение-2011» совместно с диджеями Sylvain и Mike Vale. Исполненная песня «Ti si tisti» («Именно ты») не сумела пробиться в финал конкурса, однако стала популярной на словенских радиостанциях. Несколько лет выступает солисткой группы Xecutifz.
Была на подпевках у Моники.

## Евровидение 2013

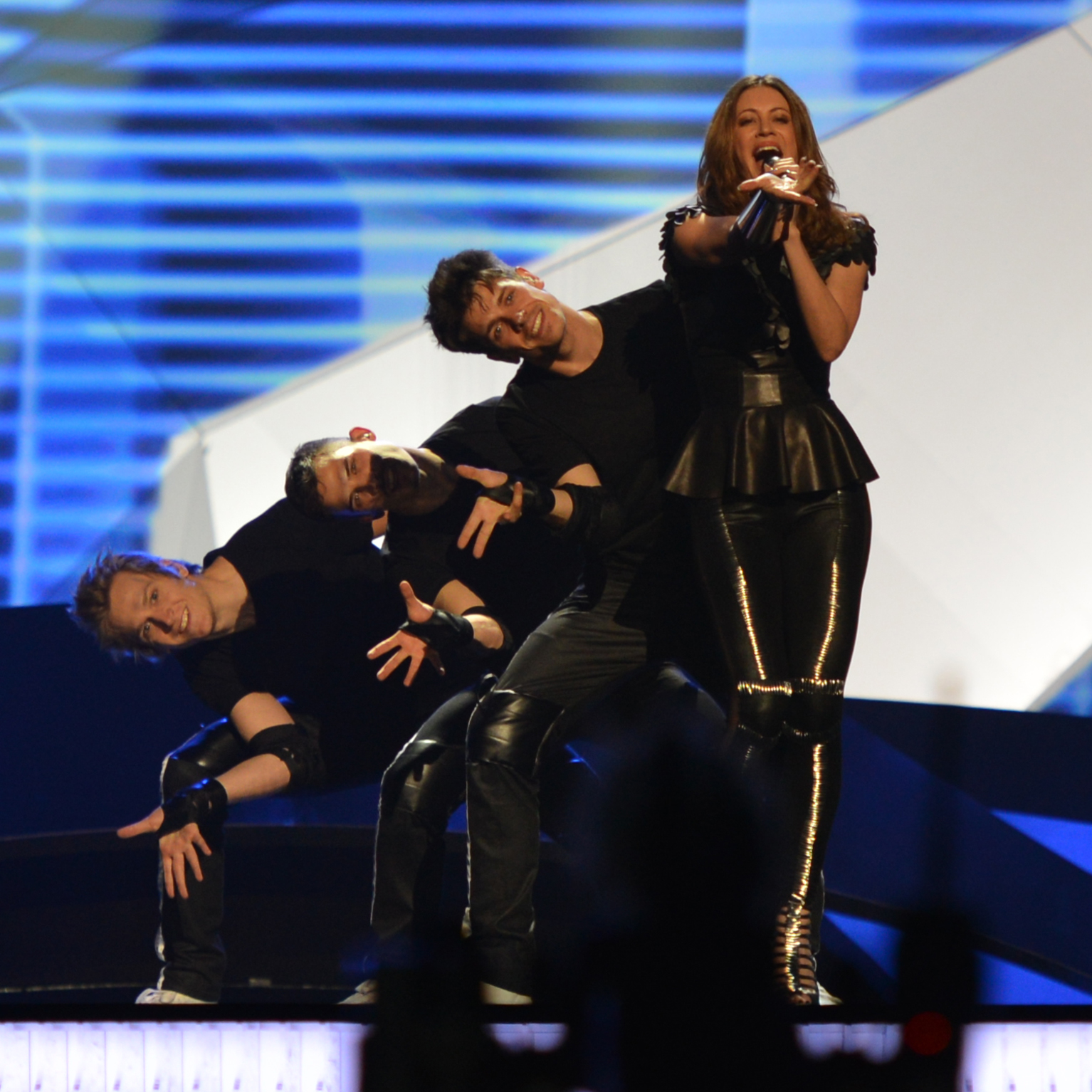
Евровидение 2013

1 февраля 2013 года национальный вещатель RTV Slovenija в ходе закрытого отбора выбрал Ханну представительницей страны на «Евровидении-2013». 14 февраля состоялась премьера песни «Straight Into Love», с которой певица выступила в первом полуфинале конкурса 14 мая 2013 года, но не прошла в финал конкурса.

## Дискография

### Синглы
| Год  | Название                                        | Наивысшие позиции | Альбом |
| Год  | Название                                        | Top Slovenija     | Альбом |
| ---- | ----------------------------------------------- | ----------------- | ------ |
| 2011 | «Ti si tisti» (совместно с Sylvain и Mike Vale) | 14                | TBA    |
| 2013 | «Straight Into Love»                            |                   |        |